# Кабо-Негро (Марокко)
Ка́бо-Не́гро (араб. كابو نيغرو) — морський курорт в регіоні Танжер — Тетуан — Ель-Хосейма на півночі африканської країни Марокко.

## Географія
Розташований на узбережжі Середземного моря на північний схід від Тетуана. На півдні знаходиться курортне місто Мартіль, на північному заході — місто Мдік.  

## Історія
Cabo Negro Royal Golf Club вважається найкращим полем в Марокко. Спочатку клуб мав 9 готелів, спроектованих 1978 року М. Кейбеллом та Б. Робінсоном. Проте з того часу був розширений до повноцінного гольф-курорту. Путівник Бедекер описав центр Кабо-Негро як «найсучасніше та ексклюзивне з трьох міст [в районі Тетуана], з двома великими пляжами з дрібним піском. Поряд з ресторанами, готелями та будинками відпочинку тут є паби, тенісні корти, кінні арени та 9-лункове поле для гольфу».